# Colfelice
Colfelice település Olaszországban, Lazio régióban, Frosinone megyében. Lakosainak száma 1780 fő (2023. január 1.). Colfelice Arce, Rocca d’Arce, Roccasecca és San Giovanni Incarico községekkel határos.

## Népesség
A település lakossága az elmúlt években az alábbi módon változott:
| Lakosok száma | 1853 | 1840 | 1928 | 1907 | 1780 |
|               | 2001 | 2004 | 2017 | 2018 | 2023 |